# Бюсьер-Дюнуаз
Бюсье́р-Дюнуа́з (фр. Bussière-Dunoise, окс. Bussiera de Dun) — коммуна во Франции, находится в регионе Лимузен. Департамент коммуны — Крёз. Входит в состав кантона Сен-Вори. Округ коммуны — Гере.
Код INSEE коммуны — 23036.

## Население
Население коммуны на 2010 год составляло 1073 человека.
| 1962 | 1968 | 1975 | 1982 | 1990 | 1999 | 2010 |
| ---- | ---- | ---- | ---- | ---- | ---- | ---- |
| 1634 | 1470 | 1329 | 1247 | 1139 | 1099 | 1073 |

## Экономика
В 2010 году среди 591 человека трудоспособного возраста (15—64 лет) 429 были экономически активными, 162 — неактивными (показатель активности — 72,6 %, в 1999 году было 61,9 %). Из 429 активных жителей работали 392 человека (226 мужчин и 166 женщин), безработных было 37 (17 мужчин и 20 женщин). Среди 162 неактивных 33 человека были учениками или студентами, 88 — пенсионерами, 41 были неактивными по другим причинам.